# Carl Setterberg
Carl Theodor Setterberg (Järpås, Skaraborg, Suecia, 1853 - ?) fue un químico industrial de origen sueco, que aisló el cesio por primera vez mientras era alumno de doctorado de Friedrich Kekulé y Robert Bunsen.

## Descubrimiento y aislamiento del cesio
El cesio, un metal alcalino, fue identificado en 1860 por Robert Bunsen y Gustav Kirchhoff, en Heidelberg, al encontrar dos líneas brillantes de color azul en el espectro del carbonato de cesio y del cloruro de cesio. Dichas sales de cesio fueron aisladas por Bunsen, precipitándolas en el agua mineral de Durkheim. A pesar de los intentos infructuosos de Bunsen por aislar el elemento en su forma metálica, hubo que esperar hasta 1862 para que Setterberg pudiera aislarlo mediante electrólisis del cianuro de cesio fundido.

Carl Setterberg ha efectuado últimamente el aislamiento del cesio. Su método consistió en la electrolisis de una mezcla de sales fundidas, cianuro de cesio y cianuro de bario.
William Crookes

## Otros trabajos
También realizó estudios sobre el arseniato de plata, arseniato de sodio y carbonato de mercurio.

## Publicaciones
- Über die Darstellung von Rubidium- und Cäsiumverbindungen und Über die Gewinnung der Metalle selbst. Eur. J. Org. Chem. (Annalen) 211: 100–116, 1882. DOI: 10.1002/jlac.18822110105